# Cártama
Cártama é um município da Espanha na província de Málaga, comunidade autónoma da Andaluzia, de área 105 km² com população de 18 865 habitantes (2004) e densidade populacional de 147,68 hab/km².

## Demografia
| Variação demográfica do município entre 1991 e 2004 | Variação demográfica do município entre 1991 e 2004 | Variação demográfica do município entre 1991 e 2004 | Variação demográfica do município entre 1991 e 2004 |
| --------------------------------------------------- | --------------------------------------------------- | --------------------------------------------------- | --------------------------------------------------- |
| 1991                                                | 1996                                                | 2001                                                | 2004                                                |
| 11 054                                              | 12 713                                              | 14 139                                              | 15 524                                              |